# Signe Krogstrup
Signe Krogstrup (født 25. januar 1972) er en dansk økonom og direktør i Danmarks Nationalbank. Hun har tidligere bl.a. boet og arbejdet mange år i Schweiz, hvor hun i et par år var vicedirektør i Schweizerische Nationalbank, Schweiz' centralbank.

## Baggrund
Krogstrup er uddannet cand.polit. fra Københavns Universitet i 1999. Undervejs ønskede hun at tage et enkelt år til Schweiz for at prøve at studere i udlandet. Hun endte dog med at blive i landet i næsten 20 år. Hun tog en Ph.D.-grad i international økonomi i Geneve i 2003 og underviste siden som postdoc og lektor i nogle år sammesteds. 2007-15 var hun ansat i landets centralbank Scweizerische Nationalbank, fra 2011 som vicedirektør og souschef for bankens pengepolitiske analyseenhed.
Efter ni år i centralbanken ønskede hun at prøve noget nyt og tog med sin familie til Washington D.C., hvor hun fik en forskerstilling ved tænketanken Peterson Institute. Året efter fik hun tilbudt en stilling i Den Internationale Valutafond IMF som rådgiver for fondens cheføkonom Maurice Obstfeld. Hun blev i Valutafonden indtil 2019, hvor hun vendte hjem til Danmark.

## Danmarks Nationalbank
I 2019 tiltrådte Krogstrup som vicedirektør i Danmarks Nationalbank og chef for bankens afdeling for økonomi og pengepolitik. Året efter, i september 2020, offentliggjorde Nationalbanken, at Signe Krogstrup ville blive udpeget som ny nationalbankdirektør pr. 1. november 2020. Hun afløste dermed Hugo Frey Jensen, der gik på pension. Som ny bankdirektør indgik hun i tremandsdirektionen sammen med Per Callesen og Lars Rohde, der er formand for direktionen. Krogstrup blev dermed den anden kvinde i Nationalbankens direktion nogensinde. Den første danske kvindelige nationalbankdirektør var Bodil Nyboe Andersen, der forlod sin post i 2005.

## Privat
Krogstrup er gift og har to børn, født i 2005 og 2008.